# Martin Shearman
Martin James Shearman (Pembury, 7 februari 1965) is een Brits diplomaat.

## Biografie
Shearman werd geboren in 1965 en liep school in de Skinners' School in Royal Tunbridge Wells. Later studeerde hij aan het Trinity College in Oxford. In 1989 begon hij zijn diplomatieke carrière bij het departement Europese Gemeenschap. In 1993 volgde zijn eerste buitenlandse positie in de ambassade in Japan. In 2003 werd hij vice-ambassadeur in Nigeria en in 2008 ambassadeur in Oeganda. Begin 2019 werd hij voorgedragen als ambassadeur in België. Hij was in functie van juli 2019 tot augustus 2024.
Shearman huwde in 1996 met Miriam Pyburn, die eveneens diplomaat is. Samen hebben ze twee zonen. Shearman is commandeur in de Koninklijke Orde van Victoria.